# Raión de Vélizh
El raión de Vélizh (ruso: Ве́лижский райо́н) es un distrito administrativo y municipal (raión) ruso perteneciente a la óblast de Smolensk. Se ubica en la esquina noroccidental de la óblast. Su capital es Vélizh.
En 2021, el raión tenía una población de 10 117 habitantes.
El raión es fronterizo con Bielorrusia y limita con las vecinas óblasts de Pskov y Tver.

## Subdivisiones
Comprende la ciudad de Vélizh (la capital) y los asentamientos rurales de Krutoye, Pechionki y Selezní. Estas cuatro entidades locales suman un total de 159 localidades.